# 石生蹄盖蕨
石生蹄盖蕨（学名：Athyrium emeicola），为蹄盖蕨科蹄盖蕨属下的一个植物种。